# Ревиљаско д'Асти
Ревиљаско д'Асти (итал. Revigliasco d'Asti) је насеље у Италији у округу Асти, региону Пијемонт.
Према процени из 2011. у насељу је живело 451 становника. Насеље се налази на надморској висини од 192 м.

## Становништво
Према резултатима пописа становништва 2011. у општини је живело 833 становника.
| 1936. | 1951. | 1961. | 1971. | 1981. | 1991. | 2001. | 2011. |
| ----- | ----- | ----- | ----- | ----- | ----- | ----- | ----- |
| 1.208 | 1.062 | 906   | 752   | 745   | 816   | 859   | 833   |

## Партнерски градови
- Garons